# Quadrirotore

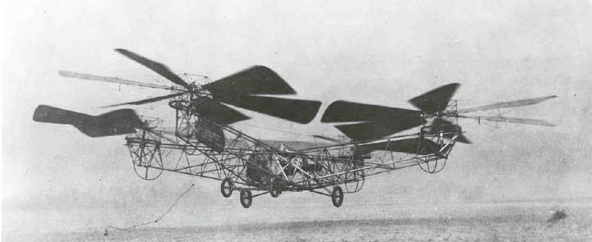
elicottero quadrirotore di George De Bothezat

Un quadrirotore, chiamato anche elicottero quadrirotore , è un aeromobile sollevato e spinto da quattro rotori. I quatrirotore vengono classificati come aerogiri, diversi dagli aeroplani in quanto la portanza è data esclusivamente dai quattro rotori. Possono essere classificati anche come elicotteri, sebbene diversamente dagli elicotteri tradizionali, i quadrirotori hanno la funzione di utilizzare pale a “passo fisso”, ovvero aventi attacco rigido con il mozzo, il cui angolo d’attacco non varia durante la rotazione. Il controllo dei movimenti avviene tramite la variazione della velocità relativa di ogni rotore, in modo tale da cambiare la spinta e la coppia prodotta da ciascuno di essi. Questo effetto può essere ottenuto anche con un veicolo a tre rotori.
Esistono due generazioni di modelli di quadrirotori. La prima generazione di quadrirotori fu progettata per trasportare passeggeri. Questi quadrirotori sono stati tra i primi velivoli “più pesanti dell'aria” (heavier-than-air) e a decollo e atterraggio verticale (Vertical Take Off and Landing - VTOL) ad avere successo.
Tuttavia, i primi prototipi presentavano scarso rendimento, mentre i successivi modelli richiedevano un carico di lavoro eccessivo per il pilota, dovuto alla poca stabilità.
La generazione più recente di quadrirotori viene progettata per volare senza pilota a bordo  (aeromobile a pilotaggio remoto - APR). Questi velivoli utilizzano un sistema di controllo e dei sensori elettronici per stabilizzarsi. Grazie alle loro ridotte dimensioni e all'agilità di manovra, questi quadrirotore possono esser fatti volare in luoghi chiusi così come all'esterno.
I vantaggi dell'attuale generazione di quadrirotori, nei confronti degli elicotteri convenzionali di scala comparabile, sono i seguenti. In primo luogo, i quadrirotori non necessitano di collegamenti meccanici per variare l'angolo d’attacco del rotore quando ruotano; questo semplifica la conformazione del velivolo e riduce tempi e costi di manutenzione.
In secondo luogo, l'uso di quattro rotori fa sì che il diametro dei singoli rotori sia minore di quello necessario per un elicottero convenzionale equivalente, consentendo loro di immagazzinare minore energia cinetica. Questo riduce il danno che verrebbe provocato nel momento in cui i rotori dovessero colpire un oggetto. Per quanto riguarda gli APR di scale minori, il minor accumulo di energia cinetica nei rotori li rende più sicuri per interazioni a distanza ravvicinata. Infine, i rotori possono essere racchiusi all'interno di una struttura che ne consenta la protezione in caso di collisione, permettendo voli al chiuso e in ambienti densi di ostacoli con un basso livello di rischio di danneggiare il velivolo, gli operatori e ciò che lo circonda.

## Controllo del volo

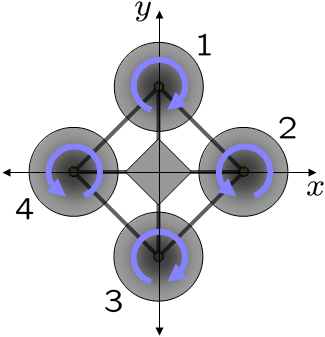
Schematizzazione delle coppie di reazione su ogni motore di un elicottero quadrirotore, dovute alla rotazione delle eliche. I rotori 1 e 3 ruotano in senso orario, mentre i rotori 2 e 4 nella direzione opposta, provocando coppie con verso opposto per il controllo.

Ogni rotore produce una spinta ed una coppia motrice nel suo centro di rotazione, così come una certa resistenza fluidodinamica opposta alla direzione di volo del velivolo. Quando tutti i rotori ruotano con la stessa velocità angolare, con i rotori “uno” e “tre” rotanti in senso orario ed i rotori “due” e “quattro” in senso antiorario, la coppia aerodinamica netta e, di conseguenza, l'accelerazione angolare attorno all'asse di imbardata è pari a zero, il che implica che il rotore che stabilizza l'imbardata degli elicotteri convenzionali non è necessario. L'imbardata viene provocata da una discrepanza nel bilanciamento del momento torcente aerodinamico (ovvero controbilanciando i comandi di spinta cumulativa tra le coppie di eliche che ruotano in maniera opposta).
Accelerazioni angolari attorno agli assi di beccheggio e rollio possono essere effettuate separatamente senza incidere sull'asse di imbardata. Ogni coppia di eliche che ruota nella stessa direzione controlla un asse, di rollio o di beccheggio. Aumentare la spinta di un motore riducendo quella dell'altro, permette di mantenere il bilancio di coppia necessario per la stabilità all'imbardata e produce una coppia netta attorno all'asse di rollio o di beccheggio. In questo modo, si può utilizzare un rotore con pale a passo fisso per manovrare il velivolo in tutte le direzioni. Un'accelerazione di traslazione può essere raggiunta mantenendo un angolo di beccheggio o rollio diverso da zero.

## Storia
Oehmichen No.2, 1920Etienne Oehmichen fece esperimenti con progetti su aerogiri durante gli anni venti. Tra i sei progetti che realizzò, il suo elicottero No.2 presentava quattro rotori e otto eliche, tutte spinte da un unico motore. L'Oehmichen No.2 impiegava un telaio di tubi in acciaio, con due rotori a elica alle estremità delle quattro braccia. L'angolo di queste eliche poteva essere cambiato per deformazione. Cinque eliche, ruotando nel piano orizzontale, stabilizzavano lateralmente la macchina. Un'altra elica era collocata sulla prua per dare la direzione. La coppia di eliche rimanenti era utilizzata per la propulsione in avanti. Il velivolo presentava un apprezzabile livello di stabilità e controllo, considerando i tempi in cui è stato progettato, e fu sottoposto a migliaia di test di volo nella metà degli anni venti. Dal 1923 riuscì a restare in volo per alcuni minuti e il 14 aprile 1924 stabilì il primo record di distanza FAI per elicotteri, di 360 metri. In seguito, fu il primo aerogiro a completare un circuito di volo chiuso di 1 km.
De Bothezat, 1922Il Dottor George de Bothezat e Ivan Jerome svilupparono un velivolo con rotori a sei pale all'estremità di una struttura a X. Due piccole eliche con beccheggio variabile venivano utilizzate per il controllo di spinta e imbardata. Il velivolo utilizzava un controllo di beccheggio collettivo. Volò per la prima volta nell'ottobre del 1922. Fino alla fine del 1923 aveva effettuato circa cento voli. L'altezza massima raggiunta fu di 5 metri. Nonostante si dimostrasse pratico, era comunque sottoalimentato, poco reattivo, meccanicamente complesso e soggetto a problemi di affidabilità. Il carico di lavoro del pilota durante il volo era troppo elevato per poter tentare manovre laterali.
Convertawings Model "A"' Quadrotor, 1956Questo modello unico di elicottero nacque come prototipo per una linea di elicotteri civili e militari di dimensioni maggiori. Il progetto prevedeva due motori che spingevano quattro rotori con ali aggiunte per aumentare la portanza nel volo in avanti. Nessun rotore di coda era necessario ed era controllato dalla variazione di spinta tra i rotori. Volò con successo molte volte a metà degli anni cinquanta, confermò il design del quadrirotore e fu il primo elicottero quadrirotore a volare in avanti. Tuttavia, a causa di mancanza di ordini sia per la versione commerciale sia per quella militare, il progetto venne abbandonato.

## Principali vantaggi
La piattaforma quadrirotore rappresenta un interesse relativamente nuovo nell'area dei controlli. È un sistema sottoattuato poiché ha sei gradi di libertà: beccheggio, imbardata, rollio, x (movimento nella direzione frontale del veicolo), y (movimento verso il lato sinistro del veicolo) e z (altitudine) ma è controllato utilizzando solo quattro attuatori. Il vantaggio dell'architettura di un quadrirotore quindi è quello di non richiedere la presenza di alettoni, flap e martinetti. Le piattaforme quadrirotore forniscono anche un'interessante prospettiva progettuale. Con pochi utilizzi storici a dirigere le future applicazioni, la progettazione dei quadrirotore è un settore scarsamente esplorato. Tuttavia la simmetria del design consente una centralizzazione dei sistemi di controllo e del carico utile. Questa caratteristica agevola anche il sistema di controllo perché, anche con carichi  diversi, è abbastanza semplice mantenere il baricentro nella stessa posizione, sull'asse verticale.
Un altro vantaggio dell'architettura quadrirotore è che ogni rotore contribuisce al raggiungimento della portanza richiesta; quindi fornisce una quantità di spinta maggiore rispetto ad un elicottero convenzionale consentendo di portare carichi utili e piattaforme computazionali più pesanti. Differentemente dall'architettura tradizionale il quadrirotore non ha bisogno di un rotore di coda che assorbe potenza ma non da un contributo per la portanza (serve solo a bilanciare la coppia generata dal rotore principale).
I rotori dei quadrirotori possono essere facilmente coperti con una protezione avvolgente (shrouding); consentono in questo modo una migliore protezione rispetto ai rotori di un elicottero standard con le pale scoperte. La possibilità di impedire il contatto delle pale con gli ostacoli, in caso di urto violento, unita alle più semplici leggi di controllo, consente la possibilità ai quadrirotori di volare anche all'interno di locali chiusi. L'attitudine al volo indoor sta generando una nuova ampia gamma di utilizzi e l'opportunità di creare nuovi mercati, grazie ai nuovi profili di missione che si affiancano a quelli già svolti da elicotteri con il pilota a bordo.
Dietro tutti questi vantaggi c'è l'unico handicap di una bassa velocità di crociera. Tuttavia la sua particolare attitudine per l'hovering, la sua stabilità, le sue leggi di controllo e tutti i vantaggi menzionati precedentemente fanno del quadrirotori la piattaforma più versatile e promettente.

## Velivoli sviluppati in Italia

### Progetti in ambito industriale
- Anteos di Aermatica è stato il primo Aeromobile a pilotaggio remoto ad aver ottenuto dei Permessi di Volo (PTF) da ENAC (Ente Nazionale per l'Aviazione Civile) e sarà il primo a poter operare in spazio aereo non segregato.[8]